# Asociación Silueta X
La Asociación Silueta X, conocida también como Colectivo Silueta X o Grupo Silueta X, es una agrupación ecuatoriana sin fines de lucro articulada el 12 de mayo de 2008, pero legalmente constituida por Decreto Presidencial el 5 de mayo de 2010. Tiene como misión la defensa de los derechos de la población de lesbianas, gais, bisexuales, transexuales e intersexuales, y está conformada por un grupo de activistas lideradas por Diane Rodríguez.
La organización ha coordinado y gestado diversas acciones en pos de la igualdad y la tolerancia social hacia las minorías sexuales, así como también, ha liderado varias investigaciones tendientes a caracterizarlas. Sus campañas son apoyadas por organismos nacionales e internacionales como Mamacash, Hivos people unlimited y amfAR, entre otras, o son articuladas en cooperación con movimientos pro LGBTI como la Confetrans, Proyecto Transgénero, Construyendo Igualdad o el Observatorio de los grupos GLBTI del Ecuador, como se dio por ejemplo, para las campañas Mi género en mi cédula que fue lanzada en la Comisión de Gobiernos Autónomos y Descentralización de la Asamblea Nacional del Ecuador, o la campaña Unión civil igualitaria-Mi unión de hecho en la cédula es mi derecho.
La agrupación edita y publica la revista Victor Victoria, que con una periodicidad mensual, incluye contenido sobre el impacto del VIH-SIDA entre los transexuales y los derechos humanos. Además, fue uno de los organizadores del Segundo Congreso Internacional sobre estudios de Diversidad Sexual en Iberoamérica en 2014.
En octubre de 2019 esta organización presenta públicamente el primer Centro Psico Trans, como una alternativa a las clínicas de tortura o de conversión de la orientación sexual e identidad de género. Este centro se encuentra en la ciudad de Quito. Debido al padecimiento por la falta de empleo durante la pandemia del COVID19, este grupo abrió el primer comedor comunitario trans en Guayaquil. En el 2020, debido a los asesinatos trans que recoge el colectivo y a partir del Día Internacional de la Memoria Trans, crearon el primer museo trans en Ecuador.